# Platythelphusa echinata
Platythelphusa echinata é uma espécie de crustáceo da família Potamonautidae.
Pode ser encontrada nos seguintes países: Burundi, República Democrática do Congo e Tanzânia.
Os seus habitats naturais são: lagos de água doce.